# Leucania ectypa
Leucania ectypa là một loài bướm đêm trong họ Noctuidae.